# Nicky Robinson
Nicholas John Robinson, detto Nicky (Cardiff, 3 gennaio 1982), è un rugbista a 15 gallese. Gioca nel ruolo di mediano d'apertura
Ha esordito con la Nazionale gallese contro l'Irlanda il 16 agosto 2003.